# Championnat du monde de roller in line hockey FIRS 1996
L'édition 1996 du championnat du monde de roller in line hockey fut la 2e édition organisée par la Fédération internationale de roller-skating, et s'est déroulé à Roccaraso  en Italie, au Palachiaccio.

## Bilan
| 1  | États-Unis  | Médaille d'or Championnat du monde      |
| 2  | France      | Médaille d'argent Championnat du monde  |
| 3  | Italie      | Médaille de bronze Championnat du monde |
| 4  | Autriche    |                                         |
| 5  | Espagne     |                                         |
| 6  | Argentine   |                                         |
| 7  | Brésil      |                                         |
| 8  | Australie   |                                         |
| 9  | Équateur    |                                         |
| 10 | Royaume-Uni |                                         |